# ボスポロス暦

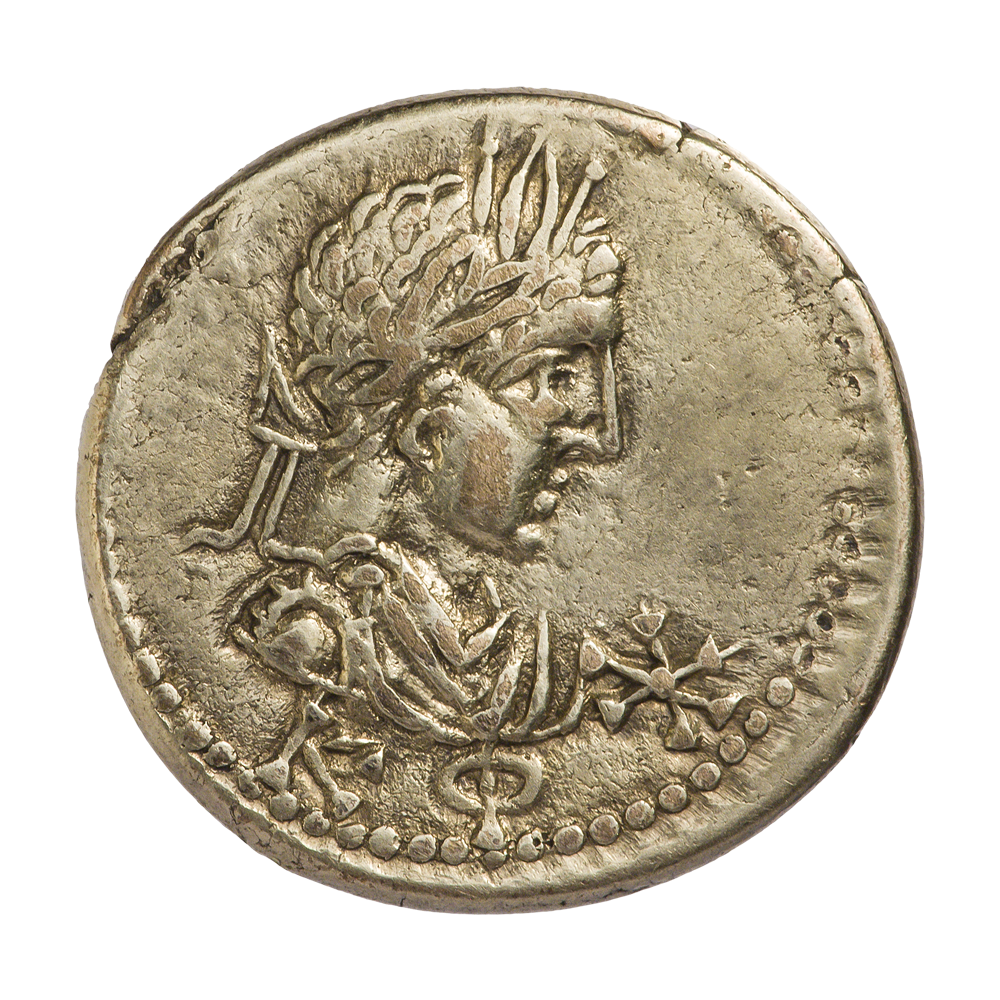
ボスポロス王レスクポリス3世の硬貨。肖像の下にあるΚΦの文字はボスポロス暦520年を意味し、これは西暦223/4年にあたる。

ボスポロス暦 (ラテン語: Anno Bospori.、AB)、ビテュニア暦 (ラテン語:Anno Bithyniae)、ポントス暦、ビテュニア＝ポントス暦は、（西暦）紀元前149年から少なくとも497年まで、アナトリア半島や黒海周辺で用いられていた紀年法。ビテュニア王国で成立し、ポントス王国やボスポロス王国でも用いられた。ジポエテス1世がビテュニア王となった西暦紀元前297年10月を起点とし、秋分の日を元日としていた。20世紀初頭の一部の研究では西暦紀元前298年を紀元とする説があったが、現在では否定されている。

## 歴史
実際にこの暦が使われたことを示す最も古い史料は、紀元前149/8年を示す年号が入った硬貨である。これはニコメデス2世が父プルシアス2世を倒して王位を簒奪した年である。これ以前の硬貨には年号の刻印が無いことから、ニコメデス2世が王位を手にした事件をきっかけにこのビテュニア暦が作られた可能性がある。その後、ポントス王ミトリダテス6世がセレウコス暦を廃してビテュニア暦を導入し、紀元前96/95年（ビテュニア暦202年）までにテトラドラクマ銀貨を、紀元前93/92年（ビテュニア暦205年）までにスタテル硬貨をビテュニア暦刻印とした。ポントスとビテュニアは敵対関係にあることが多かったが、両者は紀元前108年にパフラゴニアの侵攻を受けて短期間同盟を結んでおり、この時にポントスにビテュニア暦が導入されたと考えられている。
紀元前63年、第三次ミトリダテス戦争でポントスは共和政ローマに制圧された。ビテュニア暦が弾圧された形跡は見つかっていないが、ビテュニア・ポントゥス属州体制のもとではローマからもたらされた紀年法が受け入れられた。この地域ではセレウコス暦を含めいくつかの紀年法が併存していたが、ビテュニア＝ポントス暦は使われなくなった。
小アジアでは、ビテュニア＝ポントス暦が用いられた形跡は硬貨にしか見られない。一方で黒海北岸のボスポロス王国では、1世紀から4世紀に至るまでの碑文にこの暦が使われていた。ボスポロス王国では年をボスポロス暦（ビテュニア＝ポントス暦）、月をマケドニア暦で記録していた。最初にこの地域でボスポロス暦を使用したのは、ミトリダテス6世の息子ファルナケス2世だった。彼は父の滅亡後しばらくしてポントスを追われ、クリミア半島・ケルチ海峡に王国を築いた。彼の硬貨はボスポロスで発行されたが、形式はポントスのものを受け継いでいた。初めてボスポロス王国の硬貨としてボスポロス暦を刻んだものが発行されたのは紀元前17/16年（ボスポロス暦281年）、デュナミス女王の時代だった。
最も古いボスポロス暦が刻まれた碑文は29年（ボスポロス暦325年）もしくは17年（ボスポロス暦313年）のもので、いずれにしてもアスプルゴスの時代のものである。ボスポロス王国の硬貨はレスクポリス6世時代の341年に終わり、碑文も発見されている限りでは497/8年（ボスポロス暦794年）のものが最後となった。